# Сыпан

Сыпан — река в России, протекает по Чердынскому району Пермского края. Устье реки находится в 54 км по левому берегу реки Пильва. Длина реки составляет 34 км.
Исток реки на Северных Увалах в 20 км к северо-западу от села Вильгорт. Река течёт на юго-запад, после впадения Видзи поворачивает на северо-запад. На реке стоят деревни Купчик и Янидор (Вильгортское сельское поселение). Впадает в Пильву в 17 км к северо-востоку от села Бондюг. Ширина реки у устья — 12 метров.

## Притоки (км от устья)
- 4,2 км: река Янива (пр)
- река Федорина (лв)
- река Килом (лв)
- 12 км: река Видзя (лв)
- река Лобырь (лв)
- река Нюзьва (пр)

## Данные водного реестра
По данным государственного водного реестра России относится к Камскому бассейновому округу, водохозяйственный участок реки — Кама от истока до водомерного поста у села Бондюг, речной подбассейн реки — бассейны притоков Камы до впадения Белой. Речной бассейн реки — Кама.
По данным геоинформационной системы водохозяйственного районирования территории РФ, подготовленной Федеральным агентством водных ресурсов:
- Код водного объекта в государственном водном реестре — 10010100112111100003697
- Код по гидрологической изученности (ГИ) — 111100369
- Код бассейна — 10.01.01.001
- Номер тома по ГИ — 11
- Выпуск по ГИ — 1